# Gora, Hodiše
Gora (nemško Höhe) je naselje v Občini Hodiše v Okraju Celovec-dežela na Koroškem v Avstriji.